# Primorje-Gorski Kotar
Primorje-Gorski Kotar (Kroatisch: Primorsko-goranska županija is een provincie in het westen van Kroatië. Tot de provincie behoren de Kvarner en de omliggende Noord-Kroatische zeekust, en de bergachtige regio Gorski Kotar. Het centrum van de regio is de havenstad Rijeka.
Bekende eilanden van deze provincie zijn Krk, Cres, Lošinj en Rab.

## Bestuurlijke indeling
- De hoofdstad Rijeka
- De stad Bakar
- De stad Cres op het eiland Cres
- De stad Crikvenica
- De stad Čabar
- De stad Delnice
- De stad Kastav
- De stad Kraljevica
- De stad Krk
- De stad Mali Lošinj
- De stad Novi Vinodolski
- De stad Opatija
- De stad Rab op eiland Rab
- De stad Vrbovsko
- De gemeente Baška
- De gemeente Brod Moravice
- De gemeente Čavle
- De gemeente Dobrinj
- De gemeente Fužine
- De gemeente Jelenje
- De gemeente Klana
- De gemeente Kostrena
- De gemeente Lokve
- De gemeente Lovran
- De gemeente Malinska-Dubašnica
- De gemeente Matulji
- De gemeente Mošćenička Draga
- De gemeente Mrkopalj
- De gemeente Omišalj
- De gemeente Punat
- De gemeente Ravna Gora
- De gemeente Skrad
- De gemeente Vinodolska
- De gemeente Viškovo
- De gemeente Vrbnik

## De provinciale regering
De huidige prefect (Kroatisch: Župan): Zlatko Komadina (SDP)
In de assemblee van de provincie Primorje-Gorski Kota zitten 42 vertegenwoordigers, van de volgende partijen:
- Sociaaldemocratische Partij van Kroatië (SDP) 9
- Kroatische Democratische Unie (HDZ) 7
- Alliantie van Primorje - Gorski Kotar (PGS) 7
- Kroatische Volkspartij HNS) 4
- Kroatische Boerenpartij (HSS) 3
- Kroatische Sociaal Liberale Partij (HSLS) 3
- Istrische Democratische Assemblee (IDS) 2
- Autonome Regionale Partij (ARS) 2
- Kroatische Senioren Partij (HSU) 1
- Kroatische Christelijke Democratische Unie (HKDU) 1
- Kroatisch Blok (HB) 1
- Kroatische Demo-Christenen (HD) 1
- onafhankelijke vertegenwoordiger 1